# Mahamud
Mahamud ist ein Ort und eine nordspanische Landgemeinde (municipio) mit nur noch 105 Einwohnern (Stand: 2024) im Zentrum der Provinz Burgos in der Autonomen Gemeinschaft Kastilien-León.

## Lage und Klima
Der Ort Mahamud liegt ca. 5 km nördlich des Río Arlanza in der kastilischen Hochebene (meseta) gut 40 km (Fahrtstrecke) südwestlich der Provinzhauptstadt Burgos in einer Höhe von ca. 830 m; die historisch bedeutsame Kleinstadt Lerma befindet sich etwa 21 km südöstlich. Das Klima ist gemäßigt bis warm; Regen (ca. 500 mm/Jahr) fällt übers Jahr verteilt.

## Bevölkerungsentwicklung
| Jahr      | 1857 | 1900 | 1950 | 2000 | 2018 |
| Einwohner | 745  | 637  | 612  | 168  | 112  |

Die Mechanisierung der Landwirtschaft, die Aufgabe bäuerlicher Kleinbetriebe und der damit einhergehende Verlust von Arbeitsplätzen haben seit der Mitte des 20. Jahrhunderts zu einem deutlichen Rückgang der Einwohnerzahlen geführt (Landflucht).

## Wirtschaft
Die Einwohner der Landgemeinde leben hauptsächlich von der Landwirtschaft (Ackerbau, Viehzucht und Weinbau); die Gemeinde gehört zum Weinbaugebiet Arlanza (D.O.). Seit den 1960er Jahren spielt auch die sommerliche Vermietung von Ferienhäusern (casas rurales) eine gewisse wirtschaftliche Rolle.

## Geschichte
Über die Ursprünge des Ortes ist nichts bekannt; keltische, römische, westgotische und selbst maurische Spuren fehlen. Der Ort wird im Jahr 1148 erstmals urkundlich erwähnt; im Dezember 1506 machte der Leichenzug Philipps I. unter der Führung seiner Witwe Johanna der Wahnsinnigen hier Station. Am 25. März 1608 verkaufte Philipp III. die Grundherrschaft (señorio) über Mahamud und mehr als 300 weitere Orte an Francisco Gómez de Sandoval y Rojas, den Herzog von Lerma.

## Sehenswürdigkeiten

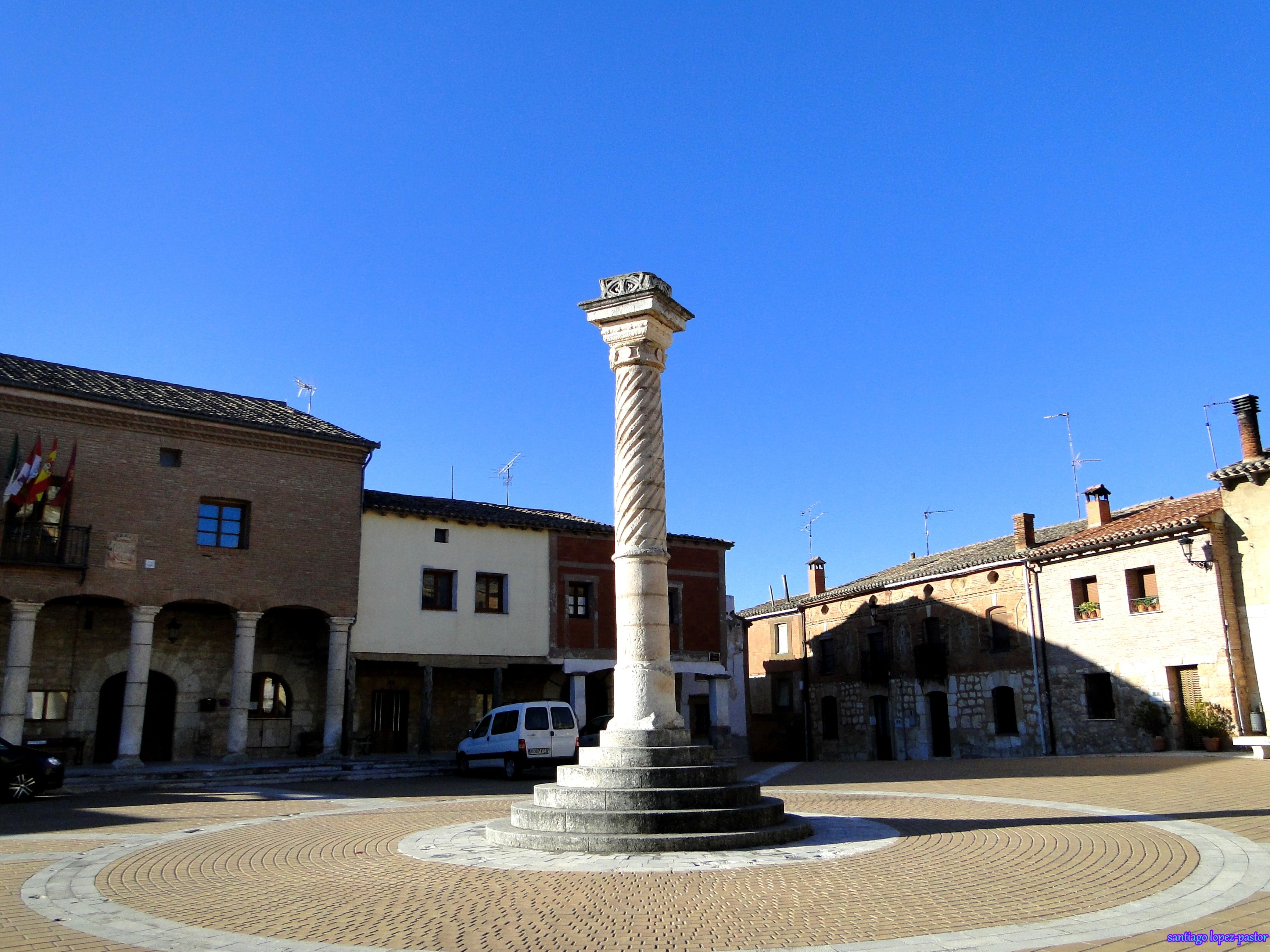
Mahamud – Gerichtssäule (rollo)

- Die Iglesia de San Miguel entstand ab dem 14. Jahrhundert als dreischiffige Basilika; die eher schmucklos wirkende Westfassade, aber auch die übrigen Bauteile der Kirche haben einen deutlichen Wehrcharakter. Nach Beschädigungen durch das Erdbeben von Lissabon (1755) wurde die auf die Plaza Mayor weisende Fassade des Südquerhauses in barocken Stilformen erneuert, wodurch der Platz enorm aufgewertet wurde. Im Innern beeindruckt das in den Jahren 1566–1573 gefertigte Altarretabel (retablo) der Mittelapsis, aber auch die Altäre der beiden Seitenschiffe sind bemerkenswert.[5]
- Auf einem abgestuften Rundsockel mitten auf der Plaza Mayor steht eine Gerichtssäule (rollo) aus der ersten Hälfte des 16. Jahrhunderts mit einem im oberen Teil gedrehten Säulenschaft und einem ungewöhnlichen Kapitellaufsatz.
- Mehrere Häuser im Ortszentrum haben ein offenes, aber überdachtes Erdgeschoss.